# Bedřich Šupčík
Bedřich Šupčík (Trumau, 22 ottobre 1898 – Písek, 11 luglio 1957) è stato un ginnasta cecoslovacco.
In rappresentanza della Cecoslovacchia ha vinto tre medaglie olimpiche nella ginnastica: una medaglia d'oro alle Olimpiadi di Parigi 1924 nella gara di salita alla fune, una medaglia di argento alle Olimpiadi di Amsterdam 1928 nel concorso a squadre e una medaglia di bronzo a Parigi 1924 nel concorso individuale maschile.